# Solar-C
Solar C ou EUVST (EUV high-throughput Spectroscopic Telescope) est le troisième satellite japonais consacré à l'observation du Soleil. Ce projet de l'Agence d'exploration aérospatiale japonaise (JAXA/ISAS) est développé par l'Observatoire astronomique national du Japon avec des contributions de la NASA et de plusieurs pays européens (Allemagne, France, Royaume-Uni, Italie et Suisse). L'objectif principal de la mission est de comprendre comment le Soleil transfère son énergie au reste du système solaire à travers les éruptions solaires et les éjections de plasma.
Le satellite d'une masse d'environ 500 kilogrammes comprend un télescope de 28 centimètres de diamètre observant le rayonnement ultraviolet émis par le Soleil. Cette lumière est analysée à l'aide d'un spectromètre imageur couvrant une large bande spectrale allant de 17 à 280 nanomètres. Avec une résolution spatiale de 0,4 seconde d'arc et une résolution temporelle inférieure à 1 seconde, cet instrument sera capable d'observer de manière simultanée l'ensemble des processus se déroulant à la surface du Soleil depuis la chromosphère (température de 10 000 kelvins) jusqu'à la couronne solaire (plusieurs millions de kelvins). 
Successeur du satellite Hinode, Solar-C doit être placé par un lanceur japonais Epsilon-S sur une orbite héliosynchrone autour de la Terre (altitude > 600 km) à la fin de la décennie 2020. Il doit recueillir des données durant au minimum 2 ans.

## Historique
Solar-C est le troisième observatoire spatial solaire japonais. La mission doit succéder à la mission Hinode (Solar-B) lancée en 2006 et qui est toujours opérationnelle début 2025. Solar-C est proposée par un groupe de travail international dédié en 2017 et est sélectionnée  par le département scientifique (ISAS) de Agence spatiale japonaise en 2020 pour devenir sa quatrième mission scientifique de taille moyenne. Le projet doit entrer en phase de conception générale en 2025 et le lancement du télescope est programmé pour la fin de la décennie 2020.  
Plusieurs autres pays apportent des contributions scientifiques importantes au projet : 
- La NASA fournit l'électronique du télescope, l'optique utilisée pour le pointage, l'obturateur, le détecteur de la caméra, les détecteurs ondes longues (avec l'Allemagne) et réalise les tests mécaniques et électriques (contribution évaluée à 55 millions US$ en 2020[3]).
- L'Allemagne fournit avec la NASA les détecteurs ondes longues et réalise l'étalonnage et les tests thermiques de l'instrument[4].
- Le Royaume Uni fournit les détecteurs ultraviolets ondes courtes sous mandat de l'Agence spatiale européenne.
- La Suisse fournit l'instrument SoSpIM de mesure de l'irradiance solaire.
- La France (CNES) fournit le système optique de diffraction qui est développé principalement par l'IAS (Orsay)[5].

## Objectifs scientifiques
La Terre, tout comme les autres corps du système solaire, circulent dans un environnement spatial constitué de plasma à haute température produit par le Soleil. Deux scénarios sont proposés pour expliquer le processus qui, à la surface du Soleil, permet de produire ce plasma à des températures atteignant des millions de kelvin. Mais faute de disposer d'un instrument suffisamment performant le processus exact n'est à ce jour pas connu. La mission Solar-C, grâce à son spectromètre imageur, a pour objectif de répondre à cette question scientifique.
Alors que la surface du Soleil (photosphère) a une température d'environ 6 000 kelvins, la température de la couronne solaire (atmosphère du Soleil) dépasse le million de kelvin. Deux scénarios sont avancés pour expliquer comment l'atmosphère du Soleil atteint cette température : mini éruptions solaires ou ondes chauffantes. La réponse à cette question est cruciale car elle détermine le mécanisme d'accélérations du vent solaire qui est éjecté dans l'espace interplanétaire. Les instruments utilisés jusqu'à présent pour observer le phénomène d'échauffement n'ont pas pu répondre à cette question du fait de lacunes dans les bandes spectrales observées et d'une résolution spatiale et temporelle insuffisante. Les performances de Solar-C ont par contre été fixées de manière à pouvoir résoudre l'énigme de l'échauffement.    

## Caractéristiques techniques
Solar-C  est un satellite d'environ 500 kg long d'environ 4,8 mètres. Il comprend une plateforme stabilisé 3 axes qui est pointée en permanence vers le Soleil. L'énergie est fournie par deux panneaux solaires orientables.

## Instruments
L'instrument principal de Solar-C, EUVST, est un télescope de 28 centimètres de diamètre et dont la longueur focale est de 280 centimètres. Le télescope observe le rayonnement ultraviolet émis par le Soleil dans plusieurs bandes spectrales : 17 - 21,5 nm（EUV), 46 - 122 nm（VUV). La lumière est analysée par un  spectromètre imageur dont la résolution spectrale est de 5000 pour l'EUV  et de 10000 pour le VUV. La résolution spatiale est de 0,4 seconde d'arc et la résolution temporelle inférieure à 1 seconde. Ces caractéristiques permettent d'observer de manière simultanée l'ensemble des processus se déroulant à la surface du Soleil depuis la chromosphère (température de 10 000 kelvins) jusqu'à la couronne solaire (plusieurs millions de kelvins). Par ailleurs un imageur distingue produit des images de contexte dans les longueurs d'onde 283,3 nm (de manière continue), 285,2 nm (Mg I) et 279,6 nm (Mg II). 
Solar-C comprend également l'instrument SoSpIM (Solar Spectral Irradiance Monitor)  qui mesure l'irradiance du Soleil sur tout son disque avec une résolution temporelle de 100 millisecondes. Ces mesures sont effectuées dans deux bandes spectrales : 17-21,5 nanomètres et 111,5-127,5 nm. 

## Segment terrestre
Les données collectées par le satellite ainsi que les télémesures reflétant le fonctionnement des équipements sont recueillies par les stations terriennes de l'Agence spatiale japonaise et de l'Agence spatiale européenne (Svalbard, Troll, ...). Les données brutes sont transmises au centre scientifique de la mission géré par l'Université de Nagoya. Celle-ci étalonne les données, produit des données de niveau supérieur, fournit des outils d'analyse, etc... à l'aide d'éléments fournis par l'Université de Kyoto (étalonnage) et l'université de Tokyo (simulations). Les données résultantes sont mises ensuite à disposition de l'ensemble de la communauté scientifique internationale sans restriction. 

## Déroulement de la mission
Solar-C doit être placé par un lanceur japonais Epsilon-S sur une orbite héliosynchrone autour de la Terre (altitude > 600 km) à la fin de la décennie 2020. Il doit recueillir des données durant au minimum 2 ans.